# كوركورون
كوركورون (بالفرنسية: Courcouronnes) هي بلدية في الضاحية الجنوبية لباريس، فرنسا. وتقع على بعد 26.4 كم (16.4 ميل) من وسط باريس، في «مدينة جديدة»من إفري فيل نوفيل، التي أنشئت في 1960s.

## الاقتصاد
- اريان سبيس، الشركة التجارية التي تبيع آريان الصواريخ، ويستند هناك. .[6]
- كارفور "هايبرماركت وتقسيم ويستند في المدينة.

## أعلام
- يوهان تورام أوليان
- ألاسان ميتي
- غراس زادي
- المهدي بن عطية

## وصلات خارجية
- الموقع الرسمي (الفرنسية) نسخة محفوظة 16 يناير 2019 على موقع واي باك مشين.
- مريميه قاعدة البيانات - التراث الثقافي (الفرنسية)heritage (بالفرنسية)
- استخدام الأراضي (إنجليزي) (IAURIF) (بالإنجليزية)